# Europameisterschaften im Bogenschießen 1994
Die 13. Europameisterschaften im Bogenschießen wurden am 19. und 23. Juli 1994 in Nymburk, Tschechien ausgetragen. Erstmals wurden auch Medaillen in Disziplinen mit dem Compoundbogen vergeben.

## Ergebnisse

### Recurvebogen
| Disziplin         | Gold                                                              | Silber                                                    | Bronze                                                      |
| ----------------- | ----------------------------------------------------------------- | --------------------------------------------------------- | ----------------------------------------------------------- |
| Männer Einzel     | Jari Lipponen                                                     | Sébastien Flute                                           | Iwan Iwanow                                                 |
| Frauen Einzel     | Jelena Tutatschikowa                                              | Barbara Mensing                                           | Séverine Bonal                                              |
| Männer Mannschaft | Finnland Ismo Falck Jari Lipponen Tomi Poikolainen                | Russland Gennadi Mitrofanow Waleri Lyssenko Bair Badjonow | Frankreich Sébastien Flute Lionel Torrés Guillaume Duborper |
| Frauen Mannschaft | Russland Natalija Bolotowa Jelena Postnikowa Jelena Tutatschikowa | Deutschland Barbara Mensing Cornelia Pfohl Sandra Wagner  | Türkei Elif Altınkaynak Elif Ekşi Zehra Öktem               |

### Compoundbogen
| Disziplin         | Gold                                                      | Silber                                                          | Bronze                                               |
| ----------------- | --------------------------------------------------------- | --------------------------------------------------------------- | ---------------------------------------------------- |
| Männer Einzel     | Simon Tarplee                                             | Pietro Carollo                                                  | Tom Henriksen                                        |
| Frauen Einzel     | Helena Nelson                                             | Nichola Simpson                                                 | Valérie Fabre                                        |
| Männer Mannschaft | Schweden Morgan Lundin Ulf Persson Fredrik Lindblad       | Großbritannien Simon Tarplee Bernard Dicks Christopher Simmonds | Italien Mario Ruele Pietro Carollo Fabio Notardonato |
| Frauen Mannschaft | Frankreich Valérie Fabre Sophie Cordier Michèle Deloraine | Italien Fabiola Palazzini Paola Baschetti Stefania Montagnoni   | Schweden Helena Nelson Eva Olsson Eva Viklund        |

## Medaillenspiegel
| Platz  | Land           | Gold | Silber | Bronze | Gesamt |
| ------ | -------------- | ---- | ------ | ------ | ------ |
| 1      | Russland       | 2    | 1      | –      | 3      |
| 2      | Schweden       | 2    | –      | 1      | 3      |
| 3      | Finnland       | 2    | –      | –      | 2      |
| 4      | Großbritannien | 1    | 2      | –      | 3      |
| 5      | Frankreich     | 1    | 1      | 3      | 5      |
| 6      | Italien        | –    | 2      | 1      | 3      |
| 7      | Deutschland    | –    | 2      | –      | 2      |
| 8      | Bulgarien      | –    | –      | 1      | 1      |
| 8      | Dänemark       | –    | –      | 1      | 1      |
| 8      | Türkei         | –    | –      | 1      | 1      |
| Gesamt | Gesamt         | 8    | 8      | 8      | 24     |